# Sorianello
Sorianello é uma comuna italiana da região da Calábria, província de Vibo Valentia, com cerca de 1.589 habitantes. Estende-se por uma área de 9 km², tendo uma densidade populacional de 177 hab/km². Faz fronteira com Gerocarne, Pizzoni, Simbario, Soriano Calabro, Spadola.

## Demografia
| Variação demográfica do município entre 1861 e 2015                               |
|                                                                                   |
| Fonte: Istituto Nazionale di Statistica (ISTAT) - Elaboração gráfica da Wikipedia |